# Свешино (гмина)
Свешино (пол. Świeszyno) — сельская гмина (волость) в Польше, входит как административная единица в Кошалинский повет, Западно-Поморское воеводство. Население — 5588 человек (на 2005 год).